# Kostel svatého Jiljí (Moutnice)
Kostel svatého Jiljí je římskokatolický chrám v obci Moutnice v okrese Brno-venkov. Je chráněn jako kulturní památka České republiky. Je farním kostelem moutnické farnosti.

## Historie
Jádro kostela je pozdně románské, zachovány jsou obvodové zdi lodi a část zdi presbytáře. Poprvé je kostel připomínán v listině krále Václava II. ze dne 3. června 1298, kterou udělil patronát moutnické fary klášteru dominikánek u sv. Anny na Starém Brně.

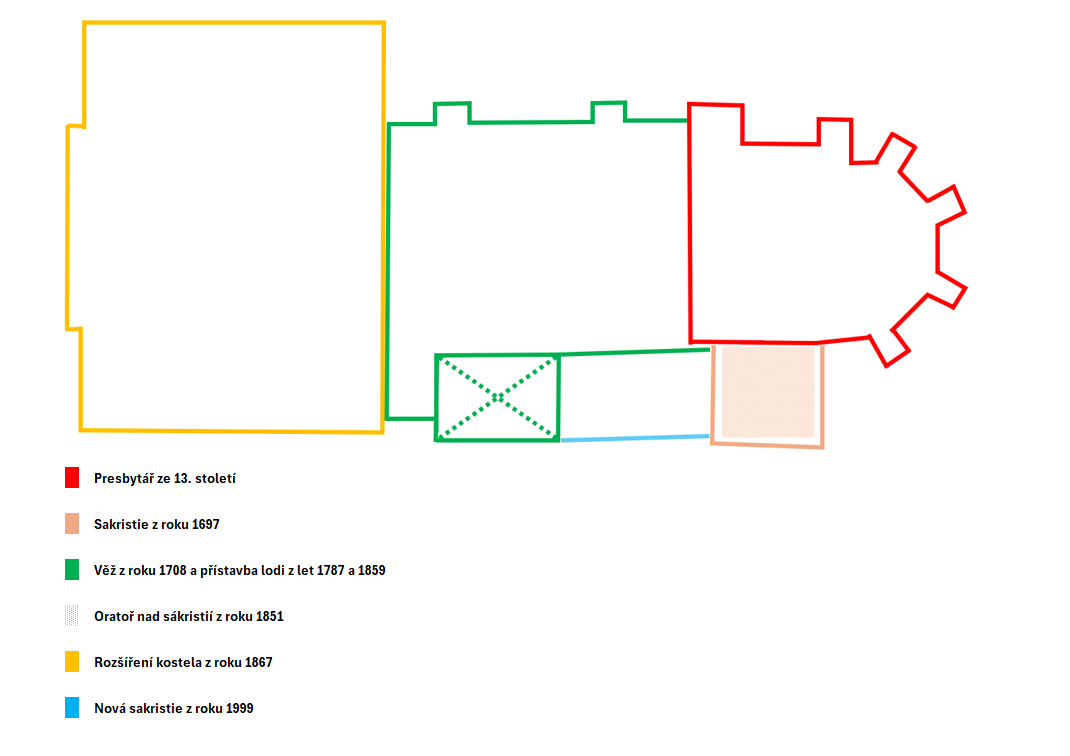
Půdorys zachycující předpokládaný stavební vývoj chrámu

Ve druhé polovině 14. století byl goticky upraven, bylo postaveno nové polygonální kněžiště a také věž na jihovýchodní straně lodi. Olomoucká konzistoř vyhověla žádosti židlochovického děkana Jana Josefa Křenka ze dne 14. června 1696, kde se povoluje, aby dominikáni sídlící v Těšanech na zámku mohli přistavět sakristii. Ta byla zřejmě přistavěna v roce 1697. Věž byla z kostelních prostředků přestavěna v roce 1708.
P. Bruno Pražák O.P. (1728–1789), první místní kaplan po obnovení moutnické farnosti, byl pochován v předsíni kostela, což vzhledem k následujícím přestavbám by v současnosti odpovídalo středu samotné stavby.
Roku 1825 byl kostel kompletně renovován, vymalován a zastřešen na náklady rytířů Augusta a Ignáce Neuewallových, kteří v té době měli patronátní právo. V první polovině 50. let 19. století došlo opět ke kompletní opravě.
Prof. Franz Diebl, který pobýval v nedalekém Rozaříně, nechal vystavět roku 1851 na svoje náklady oratoř nad sakristií.
K výrazným úpravám došlo v roce 1867, kdy byl kostel zvětšen vybudováním nového krátkého trojlodí v eklektickém stylu, které navazuje na západní konec původní lodi. Toto se událo za horlivého přispění tehdejšího faráře Antonína Šimečka (1826–1884). Na přístavbu bylo použito okolo 30 000 pálenic. Náklady na celkovou úpravu byly 12 000 zlatých. Dostavbu prováděl židlochovický stavitel Karel Jiruš. Dne 1. dubna 1867 bylo svěcení základního kamene, do kterého byl speciálně pro tuto příležitost upravený otvor, kam byl vložen památný spis na pergamenu, jiné písemnosti, bankovky a mince z té doby. Také byla zvýšena věž, potažena plechem natřeným na červeno.
Za pátera Kosmáka byl kostel v roce 1873 vymalován. Jan Žák, familiant z Rozařína, odkázal farnosti 1500 zlatých. Z části peněz byl roku 1887 pořízen hlavní oltář v novogotickém stylu.
P. Emanuel Janků (1872–1939), rodák z Moutnic, jako bohoslovec sepsal článek do časopisu Method s názvem „Farní chrám Páně sv. Jiljí v Moutnicích na Moravě“'. Na začátku 20. století k příležitosti 25. výročí vydání Kukátka tento farní chrám vyfotografoval.
Na počátku 20. století došlo k proražení otvorů gotických oken, kde jsou umístěny vitráže Anděla strážného a sv. Františka z Assisi. Kostel byl poprvé rozsvícen na svátek sv. Václava roku 1931.
V kostele se tvořila plíseň, proto bylo nutné zajistit odvětrávání. Památkový ústav rozhodl u úpravách, které toto zajistily. Poté byla stavba roku 1938 připravena na výmalbu, kterou provedl Antonín Sychra z Kyjova. Nástropní malby zobrazovaly evangelisty sv. Matouše, sv. Jana, sv. Marka a sv. Lukáše a další světce. Kvůli zajištění statiky kostela použitím železobetonové skořepiny musely být tyto obrazy roku 1983 otlučeny.
Během renovace věže roku 1972 došlo k odstranění stávající helmice, kde se našly listiny z roku 1867.
Kolem kostela se nachází hřbitov.

## Zvony
Nejstarší zmínka o zvonu v Moutnicích je okolo roku 1560 s nápisem Regina coeli laetare (Raduj se Královno Nebeská). Vzhledem k tomu, že moutnickou farnost spravovali během let 1595 až 1620 evangeličtí faráři, je možné, že tento zvon zanikl právě v tomto období.
Na věži postavené v roce 1708 byly v té době 3 zvony bez nápisu o váze 1,5, 1 a 0,5 centu.
Roku 1874 sepsal kněz Kosmák povídku s názvem „Hodný muž“, kde se zmiňuje o tom, že v Moutnicích byly zvony malé; největší z nich vážil 2 centy a 60 liber. Krupař Martin Trnka, někdejší ministrant u sv. Jiljí, věnoval 1000 zl. na nové zvony. Jsou zasvěceny Panně Marii, sv. Martinovi, sv. Jiljí a sv. Cyrilu a Metoději. Na věž byly vytaženy 2. srpna 1877.
Během první světové války byly zvony rekvírovány. Zůstal pouze 133kg menší zvon z roku 1877 s nápisem: Sv. Maria, oroduj za nás, Sv. Cyrile a Metoději, orodujte za nás. Ulil Emil Weber v Brně 1877.
Roku 1924 byly pořízeny 3 nové zvony s nápisy: 
- Sv. Jiljí, oroduj za nás. Padlým vojínům, farníci. Váha 500 kg.
- Sv. Martine, oroduj za nás. Za návrat z Války. Putna Tobiáš a manželka Anna. Váha 330 kg
- Já jsem Neposkvrněné Početí. Za obdržené milosti věnuje Fiala Jan a manželka Františka. Váha 190 kg.

I tyto zvony potkal podobný osud a dne 1. dubna 1942 byly odvezeny do Újezda a poté patrně roztaveny. Zůstal pouze zvon z roku 1877.
Nové zvony byly ulity v roce 1949 a slavnostně posvěceny a zavěšeny v lednu 1950:
- Maria, ZUK Ulila První moravská zvonárna v Brně, Moutnice L.P. 1949. Váha 300 kg, ladění H1.
- sv. Václav, ZUK. Ulila První moravská zvonárna v Brně, Moutnice L.P.1949. Váha 180 kg, ladění Cis2

Roku 1988 byl během hodové mše slavnostně posvěcen nový zvon a zavěšen na věž. O 10 let později pukl, byl znovu přelit a dne 25. dubna znovu posvěcen.
- Ke cti sv. Cyrila a Metoděje, apoštolů Slovanů a patronů Evropy, věnují farníci z Moutnic, Rozařína a Nesvačilky. Víře vždy věrni budou Moravané, dědictví otců zachovej nám Pane. L.P. 1988. Váha 620 kg, ladění Gis1.[12]

## Galerie

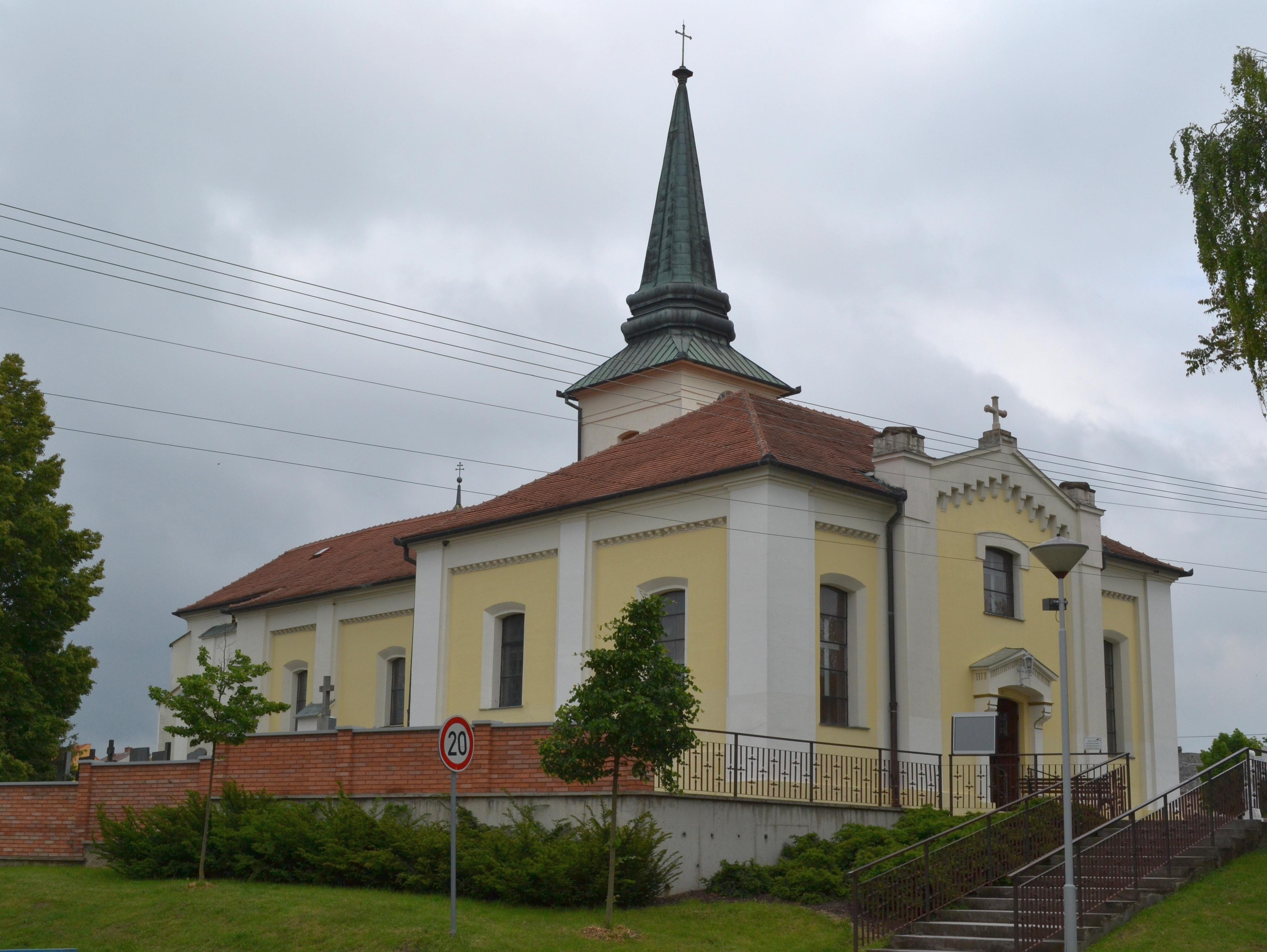
Pohled od severozápadu
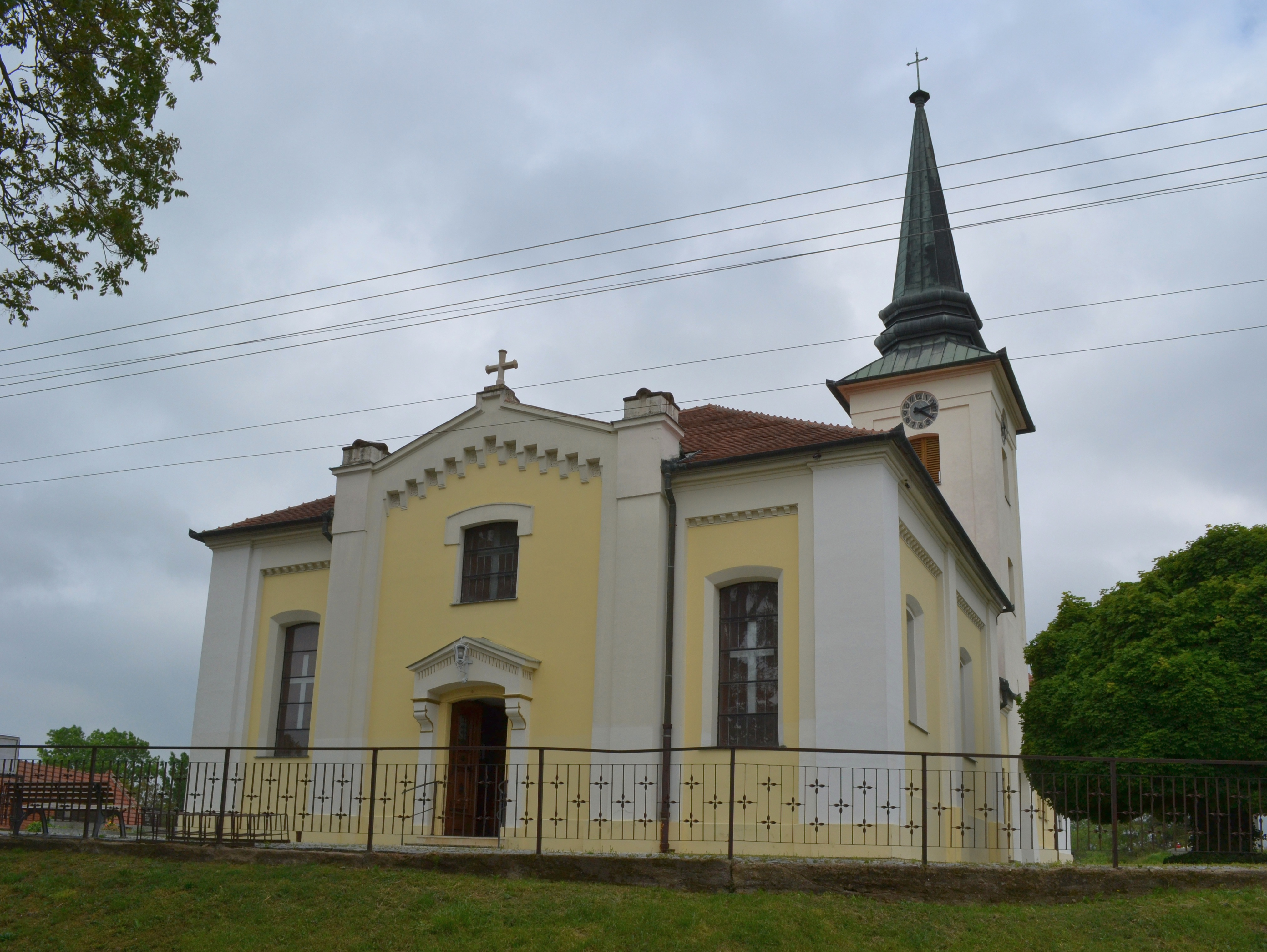
Západní průčelí
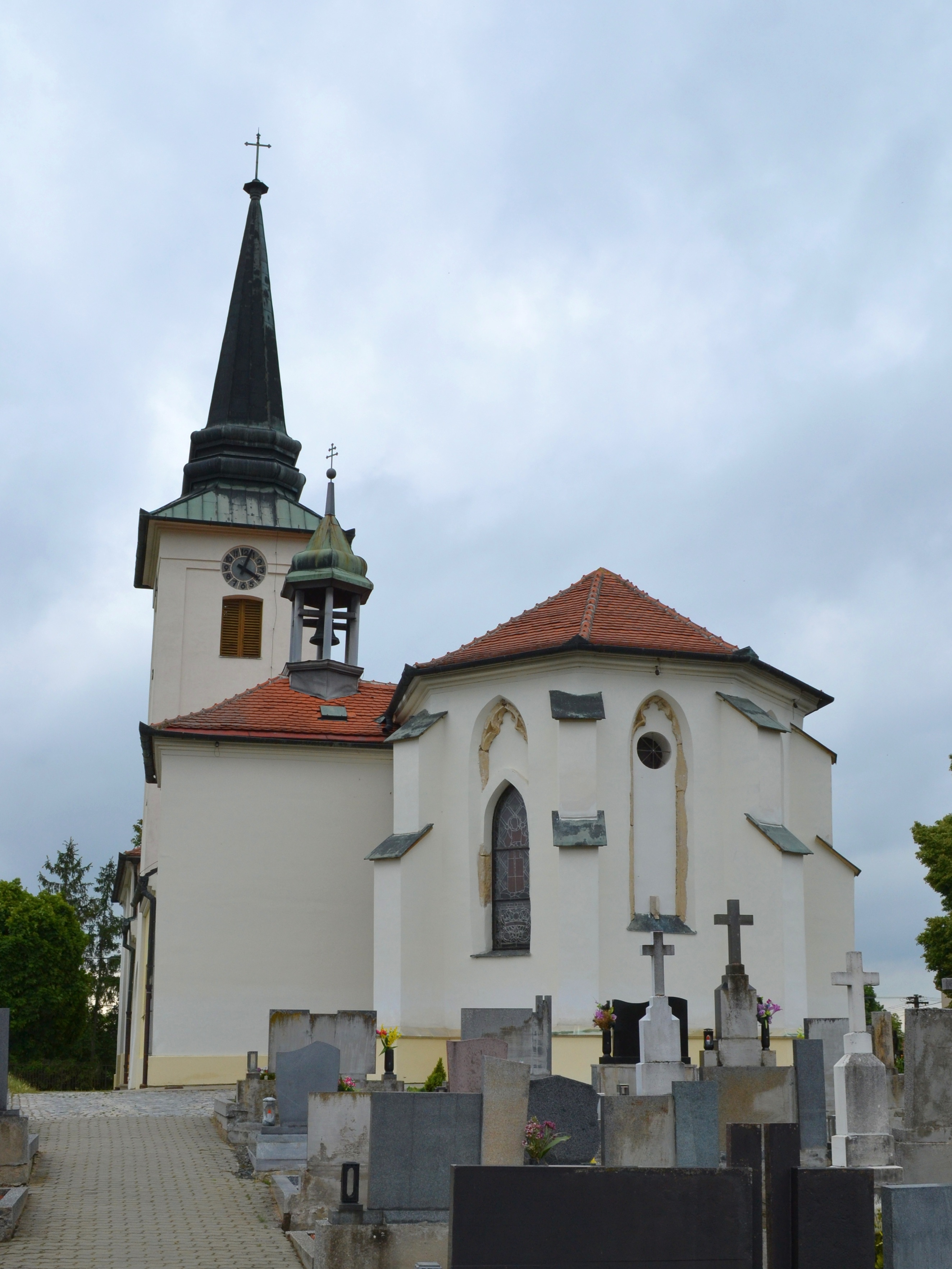
Pohled od východu
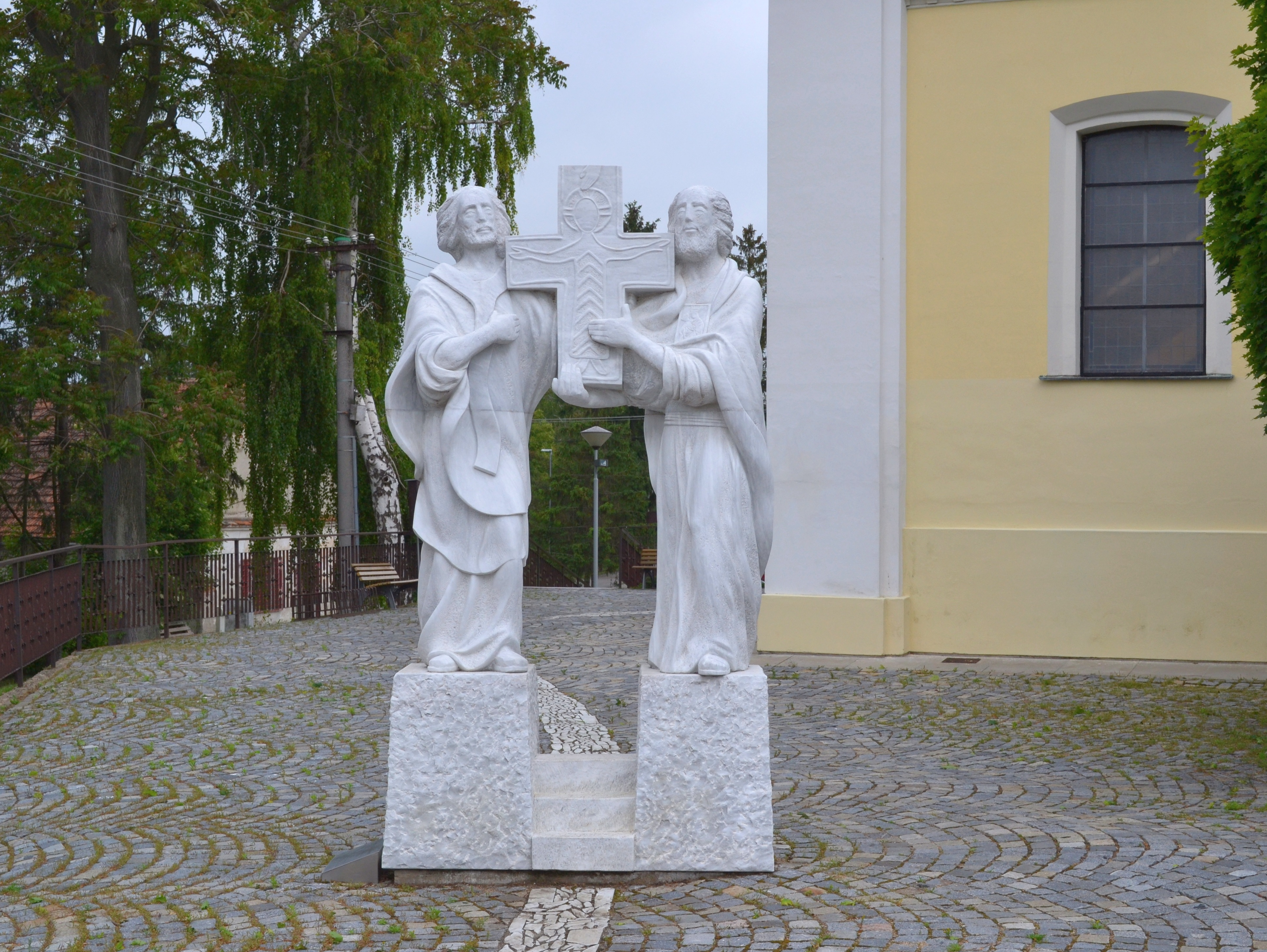
Sousoší sv. Cyrila a Metoděje
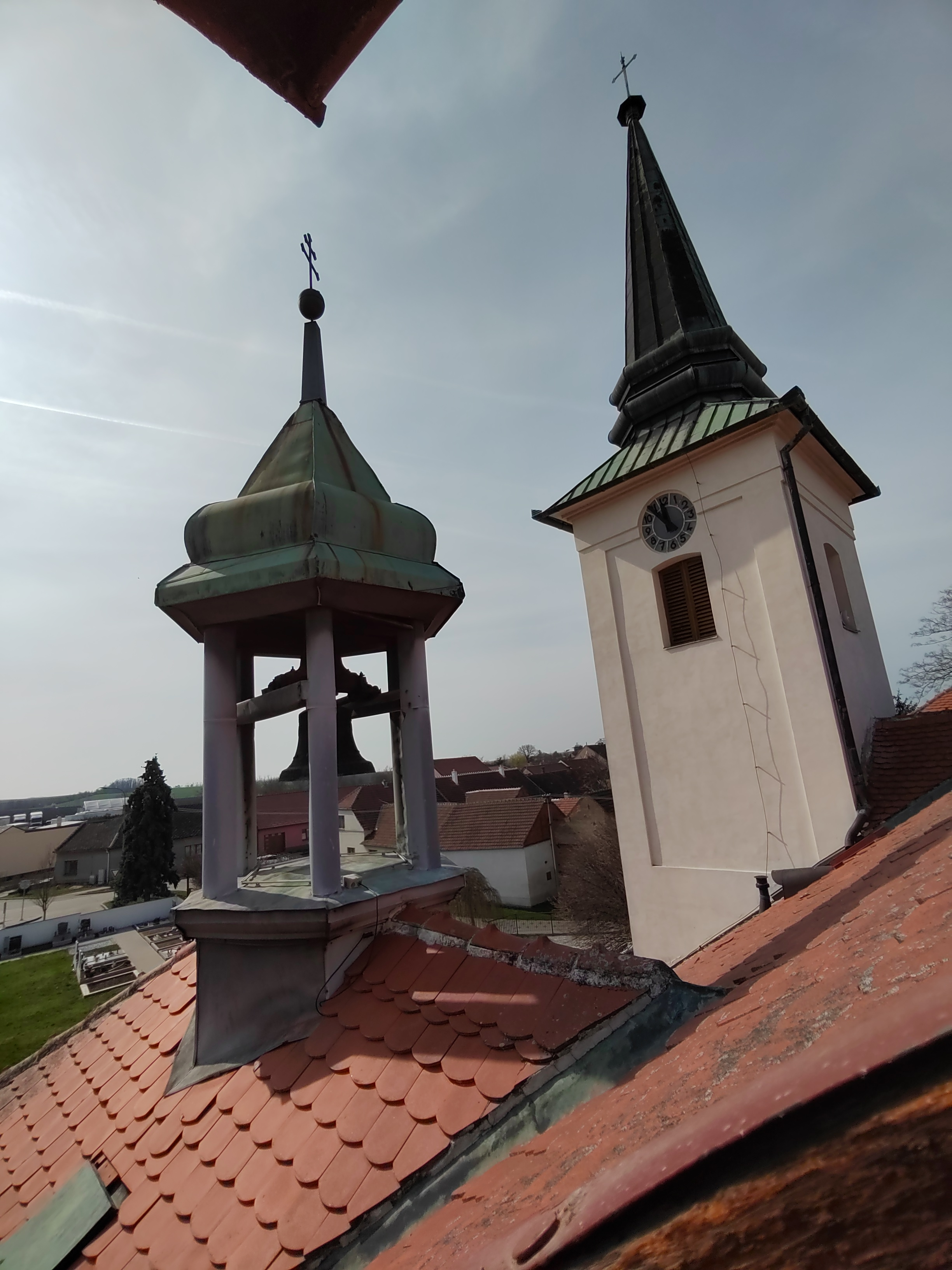
Pohled na věž a sanktusník s nejstarším zvonem